# Hoplopleura mylomydis
Hoplopleura mylomydis är en insektsart som beskrevs av Ferris 1921. Hoplopleura mylomydis ingår i släktet Hoplopleura och familjen gnagarlöss. Inga underarter finns listade i Catalogue of Life.